# Édifice gallo-romain de Vernou-sur-Brenne
L'édifice gallo-romain de Vernou-sur-Brenne est le vestige d'un bâtiment antique situé dans la commune française de Vernou-sur-Brenne dans le département d'Indre-et-Loire.
Parfois dénommé de manière abusive « palais de Pépin le Bref », il date en réalité de la période gallo-romaine, du IIe ou du IIIe siècle. Sa fonction est incertaine; il s'agit peut-être d'un bâtiment appartenant à des thermes publics ou privés, Vernou-sur-Brenne étant dans l'Antiquité une agglomération secondaire au carrefour de deux voies gallo-romaines ou plus anciennes. Ses vestiges, largement inclus dans des constructions plus récentes, sont inscrits comme monuments historiques en 1947.

## Localisation, contexte géographique et historique

Vernou dans la cité des Turones.

Le site de Vernou-sur-Brenne semble faire l'objet d'une occupation humaine continue du Néolithique à La Tène.
Plus tard, c'est probablement une agglomération secondaire dès l'Antiquité ; la grande voie antique qui, de Cenabum (Orléans) à l'est à Caesarodunum (Tours) puis Juliomagus (Angers) à l'ouest, longe la Loire sur sa rive droite passe à proximité — elle apparaît sur la table de Peutinger — ; à Vernou s'embranche une autre voie antique qui longe la Brenne et se dirige vers le nord et Vendôme.
Le site est toujours habité sous les Mérovingiens et le nom de Vernaus vicus est cité à la fin du VIe siècle par Grégoire de Tours (Histoire des Francs, X, 3, 1).
Le bâtiment gallo-romain, seule construction datant de l'Antiquité, est situé au nos 3-5 rue Aristide-Briand, dans le centre de Vernou, à une centaine de mètres de la rive gauche de la Brenne.

## Description et fonction

### Un bâtiment imposant

Plan des vestiges,.

Le bâtiment affecte une forme rectangulaire allongée d'ouest en est mais les premières observations faites en 1856 montrent que sa partie orientale a déjà disparu, ce qui rend difficile l'appréciation de ses dimensions d'autant plus que, depuis cette date, d'autres parties ont été détruites. Les plus hauts murs conservés s'élèvent à 6,80 m mais ils sont partiellement arasés ; le bâtiment est large de 11,65 m pour une longueur d'au moins 20,60 m ; aucun détail des aménagements intérieurs ne semble avoir subsisté.
| - Jean-Jacques Bourassé, 1856. - Arcisse de Caumont, 1870. |

Les murs de cet édifice, larges de 0,65  à   0,75 m sont constitués de deux parements en petit appareil de moellons calcaires avec interposition, à intervalles réguliers, d'un ou plusieurs lits de briques ou de tuiles ; le mortier de liaison est blanc ou rose (incluant de la brique ou de la tuile pilée). Ces parements enserrent un blocage en moellons. Des arcades en plein cintre, murées, et des arcs de décharge ont leur voûte réalisée en alternance de tuiles et pierres plates. Le style architectural de l'ensemble peut accréditer l'hypothèse d'une construction du IIe ou du IIIe siècle.
Un fragment de sol de mortier rose, retrouvé à l'intérieur du bâtiment, paraît appartenir au frigidarium de thermes mais cet aménagement est sans doute intervenu dans un second temps, à l'occasion d'un remaniement ou d'une totale réaffectation du bâtiment, au même titre qu'un conduit d'évacuation traversant le mur nord, percé à cet effet. Là où elles ont pu être observées, les fondations des murs consistent en un ensemble de blocs de tuffeau de forme irrégulière liés au mortier à la chaux.

### Une fonction à préciser
Certains, comme Jean-Jacques Bourassé et Arcisse de Caumont dans un premier temps, ont vu dans cet édifice les vestiges d'une basilique fondée par l'évêque Perpet et mentionnée par Grégoire de Tours ou une résidence des archevêques de Tours. Une tradition populaire le désigne sous le nom de « palais de Pépin le Bref ». Toutes ces attributions sont sans fondement. L'hypothèse d'un gîte d'étape à proximité d'une voie antique est suggérée dans un second temps par Arcisse de Caumont qui note la similitude architecturale entre l'édifice de Vernou et le bâtiment principal des Maselles à Thésée.
Jason Wood, pour sa part, après les observations faites en 1988-1990, pense plus probable que le bâtiment ait fait partie de thermes publics liés à l'agglomération secondaire, avis partagé par d'autres archéologues,, bien qu'il puisse aussi s'agir du balnéaire[Quoi ?] d'une villa privée.

## Protection et vestiges
| - Arcature sud. - Mur nord. |

Les vestiges du bâtiment sont inscrits comme monument historique par arrêté du 6 mars 1947.
En 1983, le parement des murs et la partie supérieure de plusieurs arcades sont encore visibles dans un grenier. La base des murs ouest et nord est également préservée au rez-de-chaussée du même bâtiment, mais elle est recouverte d'un enduit. Une partie du mur méridional existe encore, dépassant d'une habitation moderne et montrant le départ d'un arc. Enfin, selon Josette-Hélène Vagnini-Plot le mur orienté nord-sud qui sépare les numéros 5 et 7 de la rue Aristide-Briand pourrait appartenir au bâtiment.

## Pour en savoir plus